# Disperis falcatipetala
Disperis falcatipetala là một loài thực vật có hoa trong họ Lan. Loài này được P.J.Cribb & la Croix mô tả khoa học đầu tiên năm 2002.